# Japan Expo
La Japan Expo, también llamado Japan, japex o JE, es un salón de eventos profesional francés sobre la cultura popular japonesa que tiene lugar en el parque de las exposiciones de Paris-Nord Villepinte cada año al principio del mes de julio o al final de junio durante cuatro días. Es una manifestación cultural dedicada a los mangas, a los videos juegos, a los dibujos animados pero también a las artes marciales, la moda, la música (J-pop, Jrock, tradicional), al cine, a las tradiciones y culturas, a los artistas jóvenes y creadores y al deporte mecánico. Es también un lugar de encuentro de los profesionales japoneses y occidentales que se desarrolla en una zona privada, el Business Center.

## Historia
Japan Expo fue creada por Jean-François Dufour, Sandrine Dufour y Thomas Sirdey en 1999 en un garaje y en el espacio asociativo de la escuela de comercio ISC Paris donde Sirdey estudió. La primera edición no levaba el nombre Japan Expo. Se desarrollaba en los sótanos del ISC Paris con más o menos unos 2500 m² y estaba orientada solamente hacia el tema del manga y la animación japonesa.
La segunda edición de la Japan Expo fue coorganizada por la asociación de los estudiantes ISCIS, ISC Informático Servicio de l’ISC Paris y otra asociación, la JADe. La Japan Expo representa una de las tres partes del Salón ISC de imaginario que ocurre en el espacio Champerret. Para esta edición, el tema del salón se extendió más generalmente a Japón y a su cultura. Una multitud de actividades aparecen allí, con el cosplay, la música japonesa, quiz, doblaje, y concursos de video, clip, foto, maqueta, cómic y fanzine. Los mercados y depósito de venta aparecieron también durante esta edición. El resultado de la edición del año 2000 fue bien para los organizadores, con más del doble de gente de Japón.

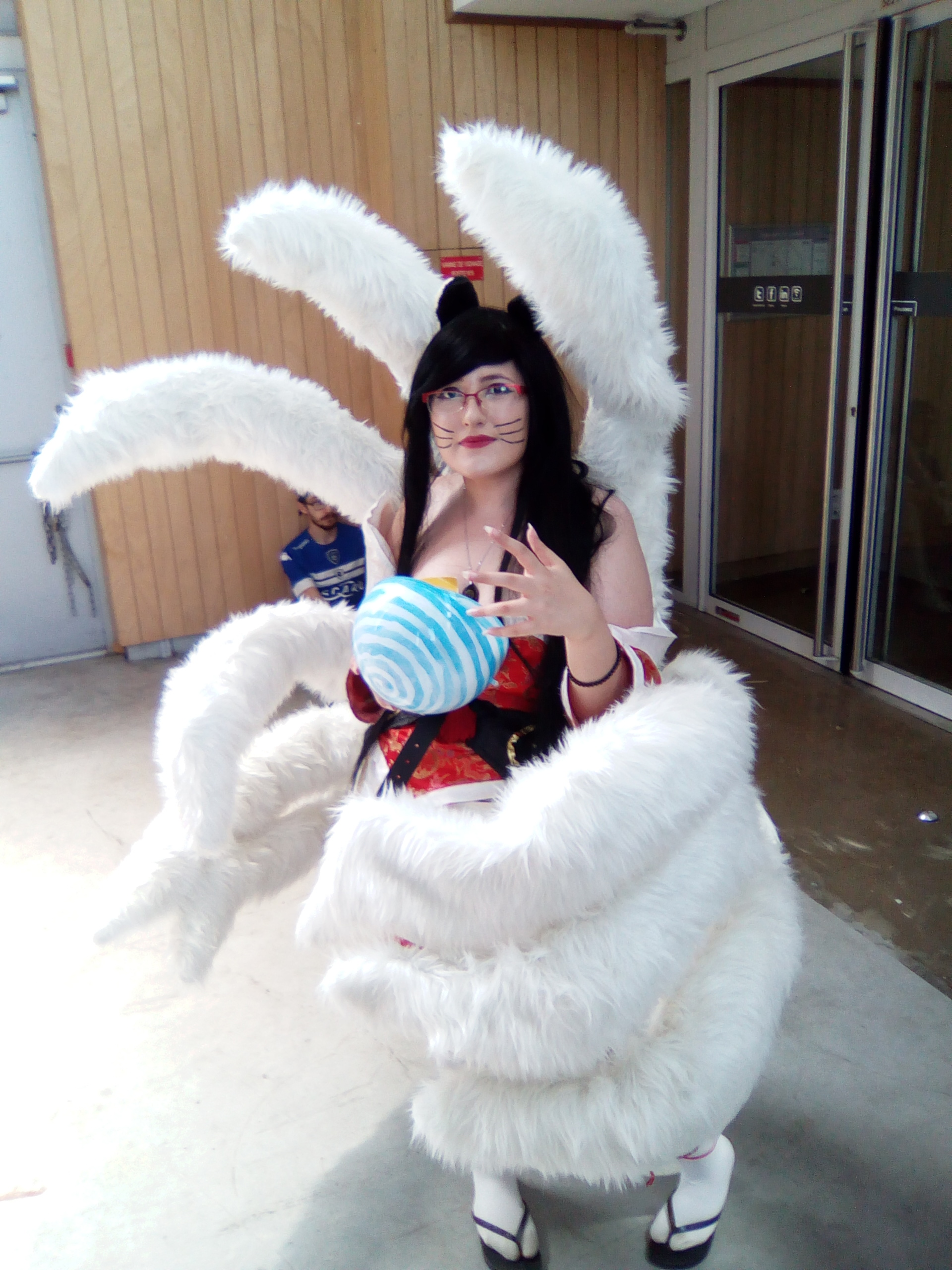
Un cosplay en la Japan Expo 2017.

El año siguiente, el ISCIS se retiró de la organizacional de la Japan Expo. La asociación JADE quedó sola para dirigirla. La convención se mudó al espacio Austerlitz. En esta edición, el karaoké, los artes martiaux japoneses, las conferencias que tratan del Japón, las operaciones (1000 grúas para Hiroshima) y los videojuegos aparecieron. En la edición pasada, los juegos de vídeo formaban parte de un salón anexo de la de ISC del imaginario. Fue también la primera vez en que el salón recibió a mangaka japoneses.
En 2003 y en 2004, el salón tuvo lugar al centro de convenciones del CNIT de La Defensa  sobre un espacio aproximado de 10000 m² y la influencia cruzó. La edición de 2003 acoge a partir de ahora el concurso de Yu-Gi-Oh! y Pokémon y permite de asistir a una primicia del studio Ghibli. La sexta edición integra la cocina japonesa.
En 2005 no tuvo lugar la Japan Expo pero en 2006 sí. La séptima edición se situaba en el parque de las exposiciones de Paris-Norte Villepinte, y hubo 56000 personas. La televisión japonesa NHK estuvo allí para su emisión “Cool Japan”. 
En 2007, la Japan Expo se profesionalizó y fue organizada por la empresa SEFA EVENT sobre un espacio de más de 65000 m². El suceso permite al salón ser más atractivo porque alrededor de 81000 personas participaron de las festividades. 

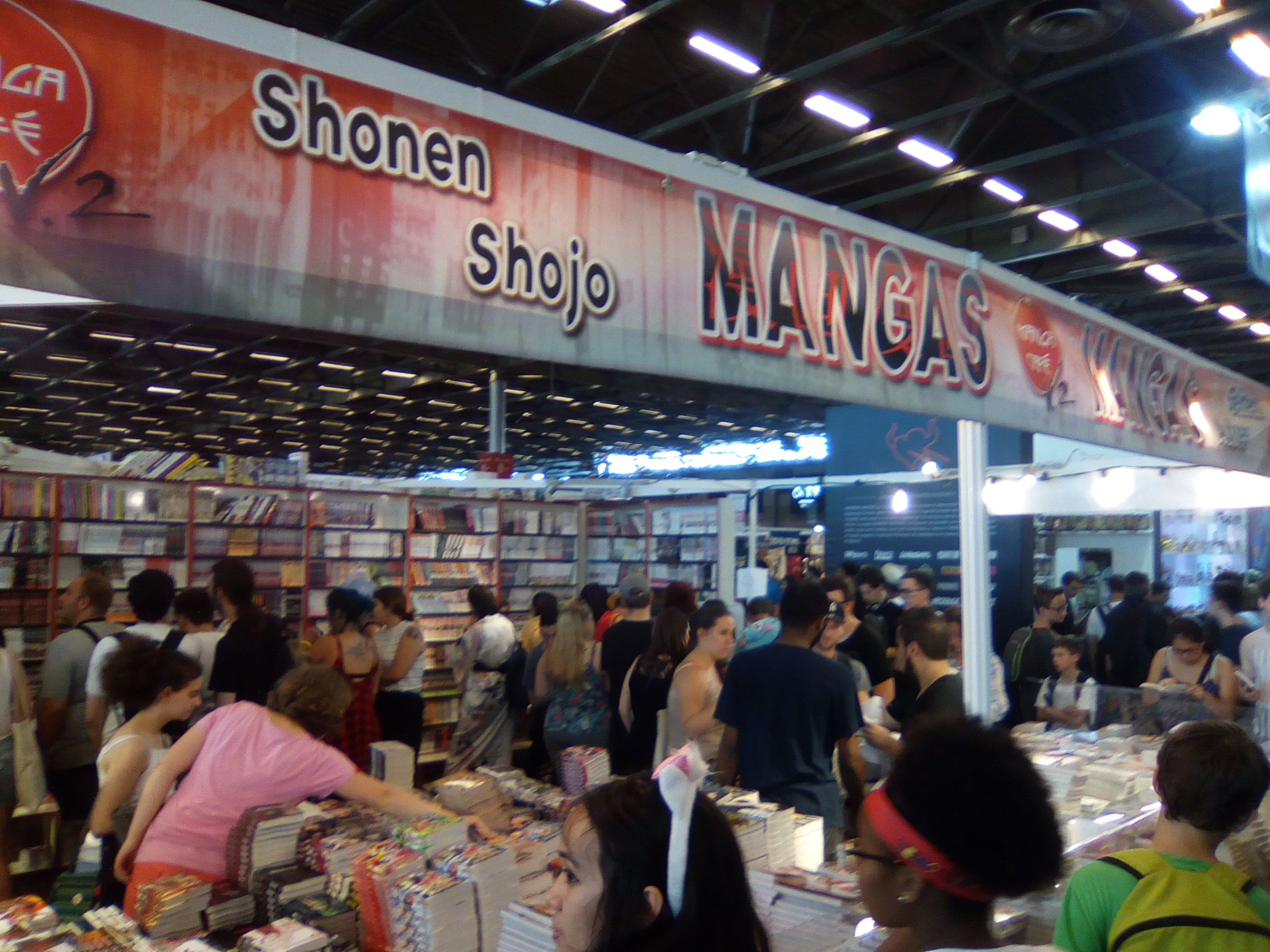
Stand con editores en la Japan Expo.

En 2008 hubo 134467 visitadores que fueron certificados por el Institución Infora, convertido entonces el primer salón 15-25 años de Francia, y el primer evento interculturel en Europa. El año del 150e aniversario de relaciones franco-japonesas ocupa una gran parte del salón. 
En 2009, la Japan Expo cumplió sus diez años con una primera etapa importante: la exportación de este in provincia. La primera edición de la Japan Expo Sur se desarrolló en el Parque Chanot de Marsella del 20 al 22 febrero, donde fueron revelados durante una conferencia pública las obras en nominación a los Japan Expo Awards 2009. En 2013 empezó la edición americana en el San Mareo Center, en la ciudad de San Matea, en California. En 2014, La Japan Expo cumplió quince años. Por esta ocasión, y por primera vez desde su creación, la convención tuvo lugar durante cinco días (del 2 al 6 de julio).